# Harold H. Burton

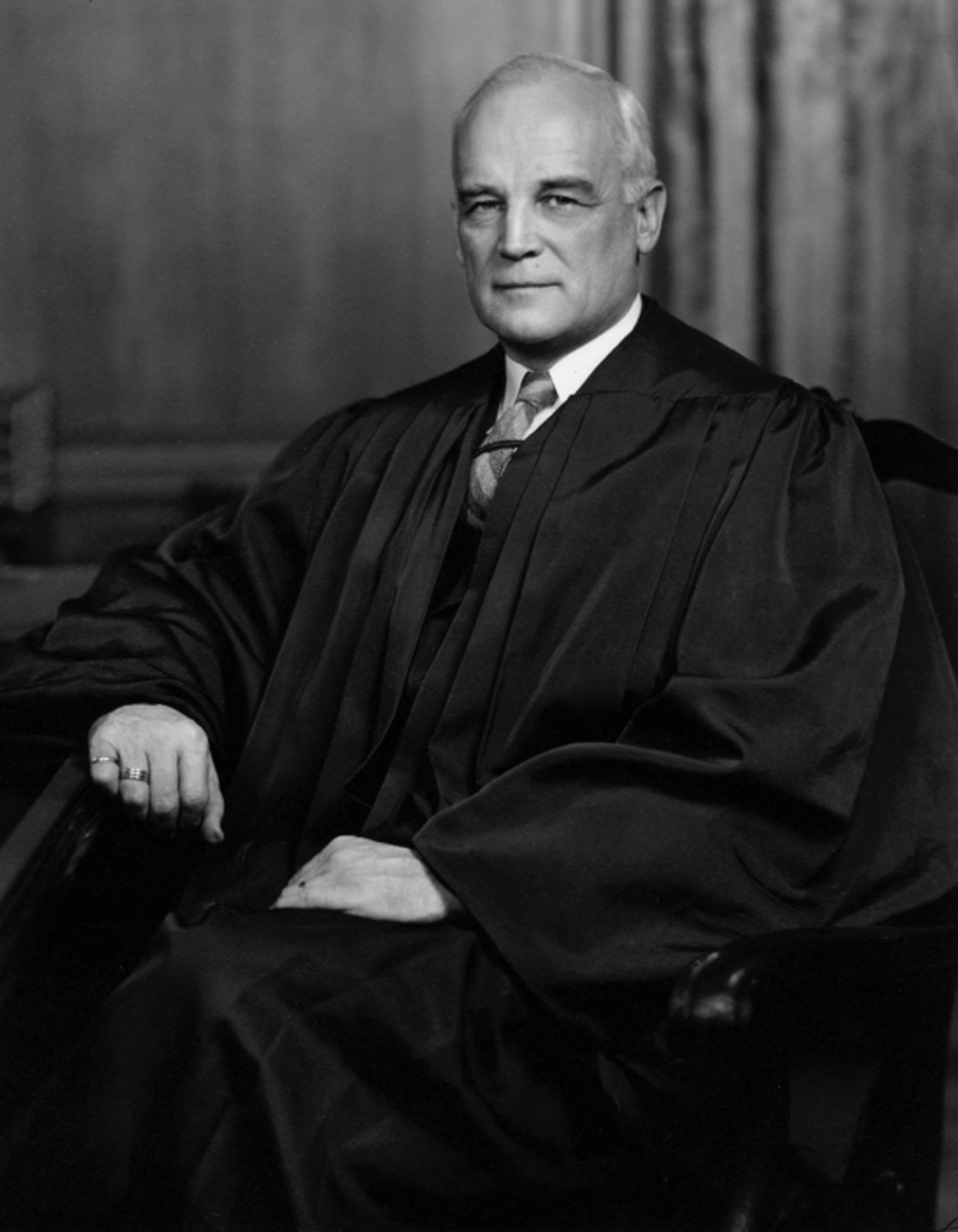
Harold Hitz Burton.

Harold Hitz Burton, född 22 juni 1888 i Suffolk County, Massachusetts, död 28 oktober 1964 i Washington, D.C., var en amerikansk republikansk politiker och jurist. Han var borgmästare i Cleveland 1936–1940, ledamot av USA:s senat 1941–1945 och domare vid USA:s högsta domstol 1945–1958.
Burton utexaminerades 1909 från Bowdoin College. Han avlade juristexamen 1912 vid Harvard Law School och inledde därefter sin karriär som advokat i Cleveland. Han deltog i första världskriget i USA:s armé och befordrades till kapten. Han undervisade vid Western Reserve University 1923–1925. Han efterträdde 1936 Harry L. Davis som borgmästare i Cleveland.
Burton efterträdde 1941 A. Victor Donahey som senator för Ohio. Han avgick 1945 efter att ha blivit utnämnd till högsta domstolen av USA:s president Harry S. Truman. Han efterträdde Owen Roberts i högsta domstolen. Demokraten Truman lyckades med sin utnämning av republikanen Burton i så måtto att senaten godkände utnämningen enhälligt. Som domare utövade Burton sitt inflytande i att han hjälpte till att åstadkomma ett enhälligt domslut i Brown v. Board of Education, ett fall som var av central betydelse för medborgarrättsrörelsen. Han efterträddes 1958 av Potter Stewart i högsta domstolen.
Burton innehade framstående förtroendeuppdrag som lekman inom den religiösa rörelsen unitarismen. Han är begravd på Highland Park Cemetery i Cleveland. Bron Main Avenue Bridge i Cleveland heter officiellt Harold H. Burton Memorial Bridge sedan 1986.